# Banteay Choeu
Koordinaten: 13° 26′ N, 103° 45′ O
Banteay Choeu (Khmer បន្ទាយឈើ, Holzturm) war ein städtischer Siedlungsbereich des ehemaligen Khmer-Reiches in Kambodscha. Hier erfolgte im 8. Jahrhundert möglicherweise die früheste Stadtgründung im Bereich von Angkor.
Der quadratische, von einer Mauer umschlossene Ort lag am westlichen Ende des später gebauten Westlichen Baray (künstlich angelegtes Wasserbecken). Aus der Luft ist eine schwache Linie erkennbar, die die Lage der alten Umfassung anzeigt. Von zwei aus Ziegeln gemauerten Tempelanlagen auf dem Gelände ist die Lage bekannt und sind geringe Reste erhalten: Die Ruine des Prasat Ak Yum liegt an der südlichen Böschung des Anfang des 11. Jahrhunderts angelegten Wasserbeckens, in dem der Tempel bei der Flutung teilweise verschwand. Der Prei Kmeng lag am Westrand von Banteay Chou außerhalb.
Es ist bekannt, dass Jayavarman II. zu Ende des 8. und Anfang des 9. Jahrhunderts hier baute, Banteau Choeu könnte er als eines seiner Zentren angelegt haben.